# 1244-es busz
Az 1244-es jelzésű autóbusz egy országos autóbuszjárat volt, ami Budapestet kötötte össze Bükfürdővel.
Útvonalhossza 241,3 km volt, menetideje 4 óra 30 perc (270 perc) volt. Naponta egy járatpár szállította az utasokat. 
A 2020. augusztus 20-ai menetrend módosításokkal a Volánbusz Zrt. megszüntette az autóbuszvonalat.

## Megállóhelyei
| 0 | Budapest, Népliget autóbusz-pályaudvar végállomás | 9 | 1 254E 901, 914, 914A, 918, 950, 950A 485, 486, 607, 608, 626, 627, 628, 629, 630, 631, 632, 633, 635, 636, 654, 655, 656, 660, 661, 705 1080, 1081, 1085, 1087, 1090, 1092, 1094, 1110, 1111, 1113, 1120, 1121, 1125, 1131, 1134, 1136, 1173, 1174, 1175, 1176, 1177, 1183, 1184, 1185, 1188, 1190, 1193, 1194, 1201, 1202, 1205, 1206, 1212, 1216, 1229, 1230, 1240, 1251, 1253, 1268 |
| A szürke hátterű megállóhelyeken Bükfürdő felé csak felszállni, Budapest felé csak leszállni lehetett. |                                                   |   | |
| 1 | Budapest, Petőfi híd, budai hídfő                 | 8 | 4, 6 153, 154, 212 918 1173, 1174, 1175, 1176, 1177, 1183, 1184, 1185, 1188, 1190, 1193, 1194, 1201, 1202, 1205, 1206, 1212, 1216, 1229, 1230, 1240, 1251, 1253 |
| 2 | Budapest, Újbuda-központ                          | 7 | 4, 17, 41, 47, 47B, 48, 56 33, 53, 58, 150, 153, 154, 154B, 212 918, 973 1173, 1174, 1175, 1176, 1177, 1183, 1184, 1185, 1188, 1190, 1193, 1194, 1201, 1202, 1205, 1206, 1212, 1216, 1229, 1230, 1240, 1251, 1253 |
| 3 | Budapest, Sasadi út                               | 6 | 8E, 40, 40B, 40E, 53, 87, 88, 88A, 108E, 139, 140, 140A, 150, 153, 154, 172, 173, 187, 188, 188E, 240, 272 908, 940, 941, 972, 972B 732, 764 1173, 1174, 1175, 1176, 1177, 1183, 1184, 1185, 1188, 1190, 1193, 1194, 1201, 1202, 1205, 1206, 1212, 1216, 1229, 1230, 1240, 1251, 1253 |
| 4 | Veszprém, autóbusz-állomás                        | 5 | 1, 2, 3, 4, 4A, 7, 7A, 10, 12, 12A, 13, 22, 23, 24E, 47, 47A 1202, 1205, 1206, 1212, 1216, 1229, 1230, 1240, 1243, 1510, 1529, 1564, 1592, 1593, 1625, 1628, 1629, 1708, 1720, 1722, 1723, 1728, 1731, 1732, 1733, 1735, 1736, 1737, 1738, 1739, 1740, 1742, 1784, 1808, 1823, 1846, 1853 5449, 7300, 7301, 7302, 7303, 7304, 7305, 7306, 7307, 7309, 7311, 7312, 7313, 7314, 7315, 7316, 7317, 7318, 7319, 7320, 7321, 7322, 7323, 7324, 7325, 7326, 7332, 7333, 7335, 7341, 7342, 7345, 7348, 7350, 7352, 7353, 7355, 7356, 7357, 7358, 7360, 7361, 7363, 7364, 7366, 7367, 7369, 7370, 7376, 7380, 7381, 7386, 7387, 7389, 7391, 7396, 7397, 7804, 7941, 7943 |
| 5 | Pápa, autóbusz-állomás                            | 4 | 1, 1H, 1Y, 2, 3, 4A, 4B, 5, 6A, 6B, 13, 14, 16, 17 1229, 1251, 1510, 1564, 1623, 1627, 1639, 1663, 1671, 1710, 1711, 1712, 1713, 1720, 1722, 1723, 1739, 1793, 1794, 1848, 1851 7391, 7701, 7754, 7901, 7902, 7904, 7908, 7912, 7914, 7918, 7920, 7922, 7926, 7927, 7928, 7929, 7930, 7931, 7932, 7936, 7940, 7941, 7942, 7943, 7950, 7952, 7953, 7956, 7958, 7963, 7972, 7974, 7982, 7983, 7986, 7987, 7993 |
| 6 | Celldömölk, vasútállomás                          | 3 | helyi járat 1663, 1671, 1719, 1848 6760, 6773, 6811, 6812, 6815, 6816, 6819, 6823, 6832, 6833, 6836, 7781, 7993, 7996 személyvonat, Kék Hullám sebesvonat, InterRégió, Bakony InterCity |
| 7 | Sárvár, Termálfürdő                               | 2 | 1243, 1663, 1670, 1673, 1848 6632, 6759, 6760, 6770, 6773, 6774, 6775, 6782, 7164 |
| 8 | Sárvár, autóbusz-állomás                          | 1 | 1243, 1639, 1663, 1664, 1670, 1671, 1673, 1724, 1725, 1848 6628, 6630, 6632, 6740, 6742, 6744, 6745, 6748, 6753, 6754, 6760, 6770, 6773, 6774, 6775, 6780, 6781, 6782, 6784, 6790, 7164, 7227 |
| 9 | Bükfürdő, autóbusz-állomás végállomás             | 0 | 1 1636, 1643, 1850 6611, 6616, 6617, 6702, 6708, 6742, 6744, 6745, 6749 |